# Dicranomyia gladiator
Dicranomyia gladiator är en tvåvingeart som beskrevs av Osten Sacken 1860. Dicranomyia gladiator ingår i släktet Dicranomyia och familjen småharkrankar. Inga underarter finns listade i Catalogue of Life.